# Distretto di Talasea
Il distretto di Talasea, in inglese Talasea District, è un distretto della Papua Nuova Guinea appartenente alla Provincia della Nuova Britannia Occidentale. Ha una superficie di 7.888 km² e 63.000 abitanti (stima nel 2000)